# Зимняя Универсиада 2019
Зимняя универсиада 2019 — всемирные студенческо-молодёжные спортивные соревнования, проходившие со 2 по 12 марта 2019 года в российском городе Красноярске. Ранее зимние Универсиады ни в СССР, ни в России не проводились.

## Выбор города и подготовка
| Кандидаты на проведение Зимней универсиады-2019 | Кандидаты на проведение Зимней универсиады-2019 |
| ----------------------------------------------- | ----------------------------------------------- |
| Красноярск                                      | Россия                                          |
| Вале                                            | Швейцария                                       |

1 сентября 2012 года стартовала заявочная кампания на получение права проведения зимней и летней Всемирных универсиад 2019 года. В этот же день Российским студенческим спортивным союзом (РССС) в адрес президента Международной федерации студенческого спорта (FISU) Клода-Луи Гальена было направлено письмо о намерениях Красноярска подать заявку на проведение зимней Универсиады 2019. Выбор города был обусловлен, в первую очередь, желанием и возможностью Красноярского края провести Студенческие игры. Столица региона является одним из центров студенчества в стране, где располагается Сибирский федеральный университет.
Соперником Красноярска в борьбе за право принять зимнюю Универсиаду выступил швейцарский кантон Вале.
В течение года каждый кандидат готовил заявочное досье. 14 сентября 2013 года Красноярск представил свою заявочную книгу в штаб-квартиру FISU и получил статус города-кандидата. Единственный конкурент на этом этапе снял свою кандидатуру.
9 ноября 2013 года в Брюсселе члены FISU закрытым голосованием выбрали Красноярск столицей XXIX Всемирной зимней Универсиады 2019 года. Россия впервые в истории примет зимнюю Универсиаду. Ранее, летние Универсиады принимала Москва в 1973 году и Казань в 2013 году.
Организационный комитет по подготовке и проведению зимней универсиады в Красноярске был образован согласно указу Президента Российской Федерации 14 января 2014 года.
5 июня 2016 года в Красноярске на набережной реки Енисей запущены часы обратного отсчета до старта Зимней универсиады-2019. Часы начали свой отсчет с 1000 дней. Табло дает точное количество дней, часов, минут и секунд до начала официальной церемонии открытия Студенческих игр в Красноярске.
18 октября 2017 года в честь празднования 500 дней до старта Зимней универсиады-2019 были торжественно запущены часы обратного отсчета до начала Студенческих игр при участии министра спорта РФ Павла Колобкова, и. о. председателя Правительства края Виктора Томенко, руководителя Дирекции Зимней универсиады-2019 Максима Уразова, Послов Зимней универсиады-2019: Светланы Хоркиной, Ильи Авербуха и Златы Демьяновой.
В октябре 2018 года начал работу главный операционный центр (ГОЦ) универсиады. Он расположился в аудитории-амфитеатре корпуса СФУ «Пирамида». В ГОЦ оборудовано 55 рабочих мест с компьютером и телефоном, а также несколько видеостен, на которые выводится изображение с камер видеонаблюдения, установленных на объектах . Назначение центра — получение информации со всех объектов в режиме реального времени и координация работы функциональных направлений, ведомств при возникновении различных штатных и нештатных ситуаций.

## Объекты Универсиады
Перечень основных объектов утвержден Оргкомитетом Зимней универсиады-2019 в июле 2014 года. Деревня Зимней универсиады 2019 разместилась в кампусе Сибирского федерального университета, в непосредственной близости к Николаевской сопке и большинству горнолыжных объектов. К Универсиаде было реконструировано или построено 34 объекта, включая неспортивные (строительство нового корпуса краевой больницы, краевого Центра питания, строительство Николаевского проспекта).
Проведение соревнований по горнолыжному спорту обеспечил генеральный партнёр Универсиады ГМК «Норильский никель». Компания построила горнолыжный комплекс «Бобровый лог», вложив более 7 млрд руб., включая свыше 2 млрд руб. непосредственно на подготовку к Универсиаде.
Спортивные объекты зимней Универсиады 2019:
| Место                                             | Дисциплина                              | Вместимость | Прим.  |
| ------------------------------------------------- | --------------------------------------- | ----------- | ------ |
| Арена-Север                                       | Хоккей с шайбой, шорт-трек              | 3000        | [ 22 ] |
| Комплекс «Академия биатлона»                      | Биатлон                                 |             | [ 23 ] |
| Центральный                                       | Культурные мероприятия                  | 15000       | [ 24 ] |
| Кристалл Арена                                    | Хоккей с шайбой                         | 3500        | [ 25 ] |
| Фанпарк «Бобровый лог»                            | Горные лыжи                             | 2500        | [ 26 ] |
| Дворец спорта им. Ивана Ярыгина                   | Кёрлинг                                 | 3500        | [ 27 ] |
| Крытый каток «Первомайский»                       | Хоккей с шайбой                         | 200         | [ 28 ] |
| Платинум Арена Красноярск                         | Церемонии, фигурное катание             | 7046        | [ 29 ] |
| «Академия зимних видов спорта» — кластер «Радуга» | Лыжные гонки, спортивное ориентирование | 1500        | [ 30 ] |
| «Академия зимних видов спорта» — кластер «Сопка»  | Фристайл, сноубординг                   | 3300        | [ 31 ] |
| Енисей                                            | Хоккей с мячом                          | 5000        | [ 32 ] |

Итого бюджет Универсиады составил 67.8 млрд руб. (1.021 млрд долларов США): 43.3 млрд руб. — из федерального бюджета, 24.5 млрд руб. — из бюджета Красноярского края.

## Соревнования

### Виды спорта
Участники соревнований разыграли 76 комплектов медалей в 11 видах спорта. Впервые с 1975 года и второй раз в истории в программу Универсиады не вошло двоеборье, прыжки с трамплина и конькобежный спорт. Организаторы воспользовались возможностью добавить на своё усмотрение несколько новых видов, выбрали хоккей с мячом и спортивное ориентирование.
- Биатлон
- Горнолыжный спорт
- Кёрлинг
- Лыжные гонки
- Сноуборд
- Спортивное ориентирование
- Фигурное катание
- Фристайл
- Хоккей с мячом
- Хоккей
- Шорт-трек

### Календарь
Время всех Олимпийских объектов местное (Красноярск, UTC+7:00)
| ЦО | Церемония открытия | 1 | Финалы соревнований | ЦЗ | Церемония закрытия | ● | Квалификация соревнований | ПВ | Показательные выступления |

| Март                      | 01 Пт | 02 Сб | 03 Вс | 04 Пн | 05 Вт | 06 Ср | 07 Чт | 08 Пт | 09 Сб | 10 Вс | 11 Пн | 12 Вт | Соревнования |
| ------------------------- | ----- | ----- | ----- | ----- | ----- | ----- | ----- | ----- | ----- | ----- | ----- | ----- | ------------ |
| Церемонии                 |       | ЦО    |       |       |       |       |       |       |       |       |       | ЦЗ    |              |
| Биатлон                   |       |       |       | 2     |       | 2     | 2     |       | 1     | 2     |       |       | 9            |
| Горнолыжный спорт         |       |       | 2     | 1     | 1     |       | 1     | 1     | 1     | 1     | 1     |       | 9            |
| Кёрлинг                   |       | ●     | ●     | ●     | ●     | ●     | ●     | ●     | ●     | 2     |       |       | 2            |
| Лыжные гонки              |       |       | 2     | 2     |       | 2     |       | 1     | 2     |       | 1     | 1     | 11           |
| Сноуборд                  |       |       | 2     |       | 2     | 2     |       | 2     |       | 2     |       |       | 10           |
| Спортивное ориентирование |       |       |       | 2     | 2     |       | 1     |       |       | 2     |       |       | 7            |
| Фигурное катание          |       |       |       |       |       |       | 2     | 1     | 2/ПВ  |       |       |       | 5            |
| Фристайл                  |       |       | 2     | 1     |       | 2     |       |       | 2     | 2     | 2     |       | 11           |
| Хоккей с мячом            | ●     | ●     | ●     | ●     | ●     | ●     | ●     | 1     | ●     | 1     |       |       | 2            |
| Хоккей                    | ●     | ●     | ●     | ●     | ●     | ●     | ●     | ●     | ●     | ●     | 1     | 1     | 2            |
| Шорт-трек                 |       |       |       | 2     | 2     | 4     |       |       |       |       |       |       | 8            |
| Комплекты медалей         |       |       | 8     | 10    | 7     | 12    | 6     | 6     | 8     | 12    | 5     | 2     | 76           |
| Март                      | 01 Пт | 02 Сб | 03 Вс | 04 Пн | 05 Вт | 06 Ср | 07 Чт | 08 Пт | 09 Сб | 10 Вс | 11 Пн | 12 Вт | Соревнования |

### Страны-участники
В скобках указано количество спортсменов, представляющих страну

| - Австралия - Австрия (10) - Армения (5) - Афганистан (2) - Аргентина - Белоруссия (22) - Бельгия - Бразилия (2) - Болгария (4) - Великобритания - Венгрия - Германия (30) | - Гонконг (6) - Грузия (8) - Израиль - Индия - Индонезия - Ирландия (4) - Исландия (1) - Испания - Италия (5) - Казахстан (95) - Канада (91) | - Китай (83) - Кыргызстан - Латвия (34) - Ливан (1) - Литва (6) - Лихтенштейн (1) - Люксембург (1) - Малайзия (1) - Мексика - Молдавия (2) - Монголия | - Нидерланды (13) - Норвегия - Польша (11) - Португалия (1) - Россия (296) - Румыния (3) - Сербия (3) - Словакия (4) - Словения (3) - США - Таджикистан | - Турция - Узбекистан (5) - Филиппины (1) - Финляндия (89) - Франция (21) - Чехия - Швейцария (19) - Швеция (76) - Эстония (13) - Южная Корея (15) - Япония (27) |

### Несостоявшиеся участники
- Украинская студенческая сборная не приняла участие в соревнованиях из-за возражений Министерства образования и науки Украины[36].

### Медальный зачёт
Жирным выделено наибольшее количество медалей в своей категории; страна-организатор также выделена.
| Место | Общее количество медалей | Общее количество медалей | Общее количество медалей | Общее количество медалей | Всего |
| Место | Страна                   | Золото                   | Серебро                  | Бронза                   | Всего |
| ----- | ------------------------ | ------------------------ | ------------------------ | ------------------------ | ----- |
| 1     | Россия                   | 41                       | 39                       | 32                       | 112   |
| 2     | Республика Корея         | 6                        | 4                        | 4                        | 14    |
| 3     | Япония                   | 5                        | 4                        | 4                        | 13    |
| 4     | Австрия                  | 3                        | 3                        | 0                        | 6     |
| 5     | Финляндия                | 3                        | 2                        | 7                        | 12    |
| 6     | Норвегия                 | 3                        | 2                        | 3                        | 8     |
| 7     | Франция                  | 2                        | 4                        | 7                        | 13    |
| 8     | Швейцария                | 2                        | 2                        | 3                        | 7     |
| 9     | Германия                 | 2                        | 1                        | 2                        | 5     |
| 9     | Швеция                   | 2                        | 1                        | 2                        | 5     |
| 11    | Беларусь                 | 2                        | 1                        | 0                        | 3     |
| 12    | Чехия                    | 1                        | 2                        | 3                        | 6     |
| 13    | Канада                   | 1                        | 2                        | 2                        | 5     |
| 14    | Китай                    | 1                        | 2                        | 1                        | 4     |
| 15    | Италия                   | 1                        | 1                        | 1                        | 3     |
| 16    | Польша                   | 1                        | 1                        | 0                        | 2     |
| 17    | Казахстан                | 0                        | 4                        | 3                        | 7     |
| 18    | Словакия                 | 0                        | 1                        | 0                        | 1     |
| 19    | Великобритания           | 0                        | 0                        | 1                        | 1     |
| 19    | Грузия                   | 0                        | 0                        | 1                        | 1     |
| Всего | Всего                    | 76                       | 76                       | 76                       | 228   |

## Штабы Зимней Универсиады 2019
Студенческий штаб Зимней универсиады-2019 — студенческий координационный орган ВУЗа, направленный на вовлечение студенчества в подготовку и проведение XXIX Всемирной зимней универсиады 2019 года в городе Красноярске. У каждого штаба есть свои авторские проекты и мероприятия, которые позиционируют Всемирные студенческие игры, студенческий спорт и здоровый образ жизни. Студенческие штабы Зимней универсиады-2019 открыты для любого студента. На данный момент в России открыто 28 Штабов Зимней универсиады-2019, включая площадку на территории РУДН. Штабы Студенческих игр действуют в Москве, Санкт-Петербурге, Новосибирске, Екатеринбурге, Архангельске, Владивостоке, Якутске и других крупных городах страны.

## Реакция
Ряд российских СМИ раскритиковал Зимнюю Универсиаду в Красноярске за слабую конкуренцию: на Универсиаде от России были представлены профессиональные спортсмены, как и в прошлые игры, в то время как от других стран — спортсмены-любители. Например, в женском биатлоне большинство зарубежных участниц отсутствуют в базе данных Международного союза биатлонистов.
По мнению олимпийской чемпионки по конькобежному спорту и депутата Госдумы Светланы Журовой, многие зарубежные профессиональные спортсмены отказываются приезжать, потому что Универсиада не является достаточно популярной и состязания не оплачиваются, а любая страна, которая проводит у себя Универсиаду, всегда выставляет сильную команду. Журова отмечает, что Универсиада является репетицией для спортсменов перед Олимпийскими играми, поскольку по организации и атмосфере напоминает их, и позволяет получить спортсменам уникальный опыт. Издание «Чемпионат» привело в пример победителей Универсиады в Красноярске из Китая, Японии, Южной Кореи, Франции, Швеции, Италии и Германии, которые тоже являются профессионалами. На популярный аргумент, что российские студенты только формально числятся в университетах и освобождены от посещения занятий, в издании привели пример Германии, где студенты также освобождены от занятий. В заключение издание добавило, что на Универсиаде «в боевых условиях проверяются резервисты и при необходимости лидеры, прокачивается опыт и победный дух».

## В филателии
2 марта 2018 года и 1 февраля 2019 года Почтой России выпущены в обращение восемь почтовых марок из серии «XXIX Всемирная зимняя универсиада 2019 года в г. Красноярске. Спортивные объекты». Помимо спортивных арен на каждой марке изображена эмблема Зимней универсиады-2019. 2 марта 2019 года выпущен почтовый блок с талисманом универсиады U-Лайкой, эмблемой универсиады и её стилем.
- Фанпарк «Бобровый лог»
- Спортивно-зрелищный комплекс «Платинум Арена Красноярск»
- Дворец спорта имени Ивана Ярыгина
- Многофункциональный комплекс «Академия биатлона»
- Многофункциональный комплекс «Сопка»
- Ледовый дворец «Кристалл Арена»
- Стадион «Енисей»
- Конгресс-холл деревни Зимней универсиады
- U-Лайка, эмблема и стиль универсиады

## Нумизматика
5 сентября 2018 года Банк России выпустил в обращение памятные монеты: серебряную номиналом 3 рубля, золотую номиналом 50 рублей и две монеты из недрагоценного металла номиналом 10 рублей серии «XXIX Всемирная зимняя универсиада 2019 года в г. Красноярске».
- 10 рублей. Сталь с латунным покрытием. Логотип универсиады.
- 10 рублей. Сталь с латунным покрытием. Талисман универсиады — U-Лайка.
- 3 рубля. Серебро. Лыжница на фоне официальной графики универсиады.
- 50 рублей. Золото. Логотип универсиады.